# Arthur Dachsel
Arthur Dachsel (ur. 1890 w Böhlen, data i miejsce śmierci nieznane) – niemiecki policjant, uczestnik akcji T4, członek personelu obozów zagłady w Bełżcu i Sobiborze.

## Życiorys
Urodził się w wiosce Böhlen nieopodal Riesy w Saksonii.
Z zawodu był policjantem. Po wybuchu II wojny światowej został przydzielony do personelu akcji T4, czyli tajnego programu eksterminacji osób psychicznie chorych i niepełnosprawnych umysłowo. Służył w „ośrodku eutanazji” na Zamku Sonnenstein nieopodal Pirny jako „palacz” w krematorium.
Podobnie jak wielu innych weteranów akcji T4 został przeniesiony do okupowanej Polski, aby wziąć udział w eksterminacji Żydów. Początkowo służył w obozie zagłady w Bełżcu. Był jednym z najstarszych członków obozowej załogi. Odpowiadał za garaż i warsztat ślusarski, a w czasie gdy do obozu przybywały żydowskie transporty, prawdopodobnie uczestniczył w ich likwidacji.
W lipcu 1942 roku został przeniesiony do obozu zagłady Sobiborze. Był jednym z esesmanów sprawujących nadzór nad „komandem leśnym” (Waldkommando), które pozyskiwało drewno budowlane i opałowe w lasach wokół obozu. Od lata 1943 roku nadzorował także więźniów, którzy pracowali w tzw. obozie IV przy budowie magazynów i warsztatów naprawczych dla zdobycznej broni sowieckiej. Thomas Blatt zapamiętał go jako jednego z najmniej brutalnych esesmanów z załogi Sobiboru. Wiosną 1943 roku w uznaniu zasług położonych w czasie akcji „Reinhardt” został awansowany do stopnia Oberwachtmeistra policji.
Po likwidacji obozu w Sobiborze podobnie jak większość weteranów akcji „Reinhardt” został przeniesiony do Einsatz R operującej na wybrzeżu Adriatyku. Służbę pełnił w Trieście i Fiume. Jego dalsze losy pozostają nieznane. Centrala Badania Zbrodni Narodowosocjalistycznych w Ludwigsburgu, która na przełomie lat 50. i 60. prowadziła śledztwo w sprawie zbrodni popełnionych w Bełżcu, uznała go za zmarłego.